# 別府温泉ぶっかけフェス
別府温泉ぶっかけフェス（べっぷおんせんぶっかけフェス）は、大分県別府市で2023年から開催されている野外ロック・フェスティバルである。略称は、BOB。
温泉で有名な別府市で開催されるフェスであり、1000トンもの温泉水をウオーターガンで観客に放水することが名物。主宰は堀江貴文 。
初めて開催された2023年は、BEPPU ONSEN SHOWER FES.2023の名称であった。2024年には別府温泉ぶっかけフェス2024に名称を変更して開催予定であったが、台風10号の影響のため中止となった。

## BEPPU ONSEN SHOWER FES. 2023
- 日程：2023年9月9日(土)
- 会場：的ヶ浜公園・別府スパビーチ
- 主催：BOSF実行委員会（SNS media&consulting株式会社、株式会社サムライパートナーズ）
- 協力：一般社団法人別府市観光協会、チケットぴあ九州株式会社[1][2]

### 出演
- DJ KOO
- DJ社長（Repezen Foxx）
- DJダイノジ
- 西野亮廣
- ペルピンズ
- バーレスクダンサーズ
- 澤田拓郎（MCハイラム）[1][2]

## 別府温泉ぶっかけフェス2024
台風10号の影響のため、中止となった。以下は予定。
- 日程：2024年8月23日(土) - 8月24日(日)
- 会場：的ヶ浜公園・別府スパビーチ
- 主催：BOBFES実行委員会（SNS media&consulting株式会社、株式会社サムライパートナーズ、CROSS FM）
- 協力：一般社団法人別府市観光協会、チケットぴあ九州株式会社[4]

### 出演

#### アーティスト
- MINMI
- マーク・パンサー
- STAGE GUEST：パークマンサー
- 酒井法子
- 綾小路翔 & THE MABUDACHI
- nobodyknows+
- アンダーグラフ
- RED SPIDER
- きただにひろし
- ゴリエ
- ケンチンミン
- ずま（虹色侍）
- ペルピンズ
- リアルピース
- 財部亮治
- Cool-X

#### パフォーマー
- DJダイノジ
- 宮迫博之
- 西野亮廣
- DJまる・DJ FUMIYA
- DJ O.G（三崎優太）
- しらスタ with SHEER MUSIC
- THE BONNERS produced by FISHBOY
- BURLESQUE TOKYO Fabulous Show Girl
- DJ Patrick Mordi with cosmic.co.motion
- 寶船
- SACHI TAKEKOSHI・AI KABASAWA
- TEASOBI
- ボクシングエクササイズ - JOE

#### オープニング・アクト
- 杉本琢弥
- Aicong
- FeatherBeats
- Yusuke
- DELI-ZONE
- Wazuma-深夜アキ[5]

## 別府温泉ぶっかけフェス2025（予定）
- 日程：2023年8月23日(土)
- 会場：的ヶ浜公園・別府スパビーチ
- 主催：BOBFES実行委員会（SNS media&consulting株式会社、株式会社BACKSTAGE、CROSS FM）[6]

### 出演

#### アーティスト
- MINMI
- マーク・パンサー
- nobodyknows+
- HAN-KUN（湘南乃風）
- DOZAN11 aka 三木道三
- SHOGO（175R）
- TEE
- リアルピース
- 財部亮治
- DJ TIARA

#### パフォーマー
- DJダイノジ
- 宮迫博之
- CYBERJAPAN DANCERS

#### オープニング・アクト
- Z
- ミツバッチガールズ Sponsored by ミツバ梱包[7]